# 超等蒙古族乡
超等蒙古族乡是中华人民共和国黑龙江省大庆市肇源县下辖的一个民族乡。

## 行政区划
超等蒙古族乡下辖以下村级行政区划单位：
成功村、维新村、自由村、有利村、共和村、博尔诺村、超等村和超等渔场。